# 東京国際クルーズターミナル駅
東京国際クルーズターミナル駅（とうきょうこくさいクルーズターミナルえき）は、東京都江東区青海一丁目にある、東京臨海新交通臨海線（ゆりかもめ）の駅である。駅番号はU 08。江東区最西端の駅である。

## 歴史
- 1995年（平成7年）11月1日 - 船の科学館駅（ふねのかがくかんえき）として開業[1][2]。開業前の仮称は「青海西」だった[3]。
- 2006年（平成18年）4月14日 - 17:06発新橋行き電車が、当駅出発直後に部品破損による脱輪。死傷者なし。
- 2019年（平成31年）3月16日 - 駅名を東京国際クルーズターミナル駅に改称[4]。

## 駅構造
島式ホーム1面2線の高架駅である。

### のりば
| 番線 | 路線       | 行先     |
| ---- | ---------- | -------- |
| 1    | ゆりかもめ | 豊洲方面 |
| 2    | ゆりかもめ | 新橋方面 |

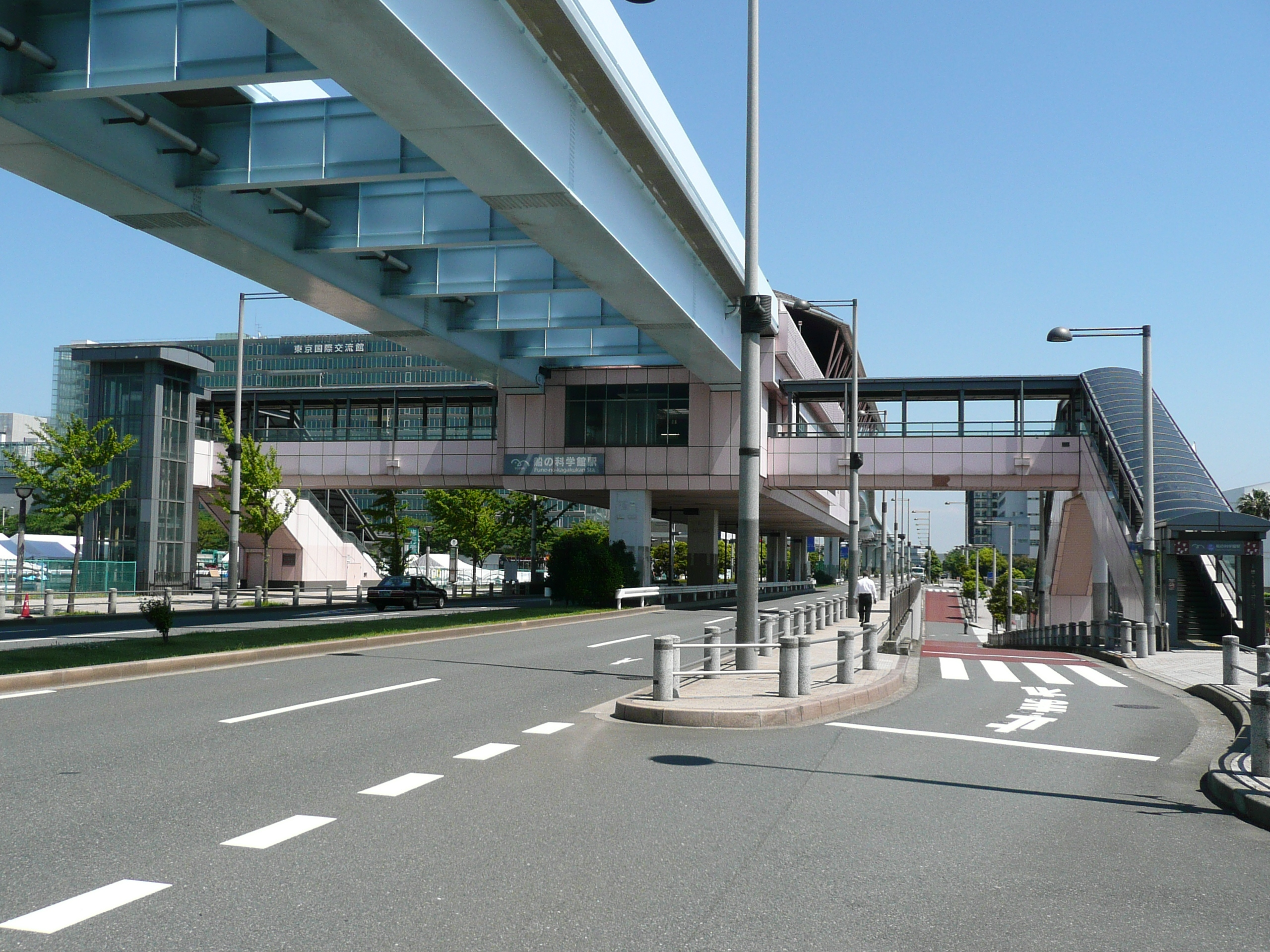
船の科学館駅（2010年6月）
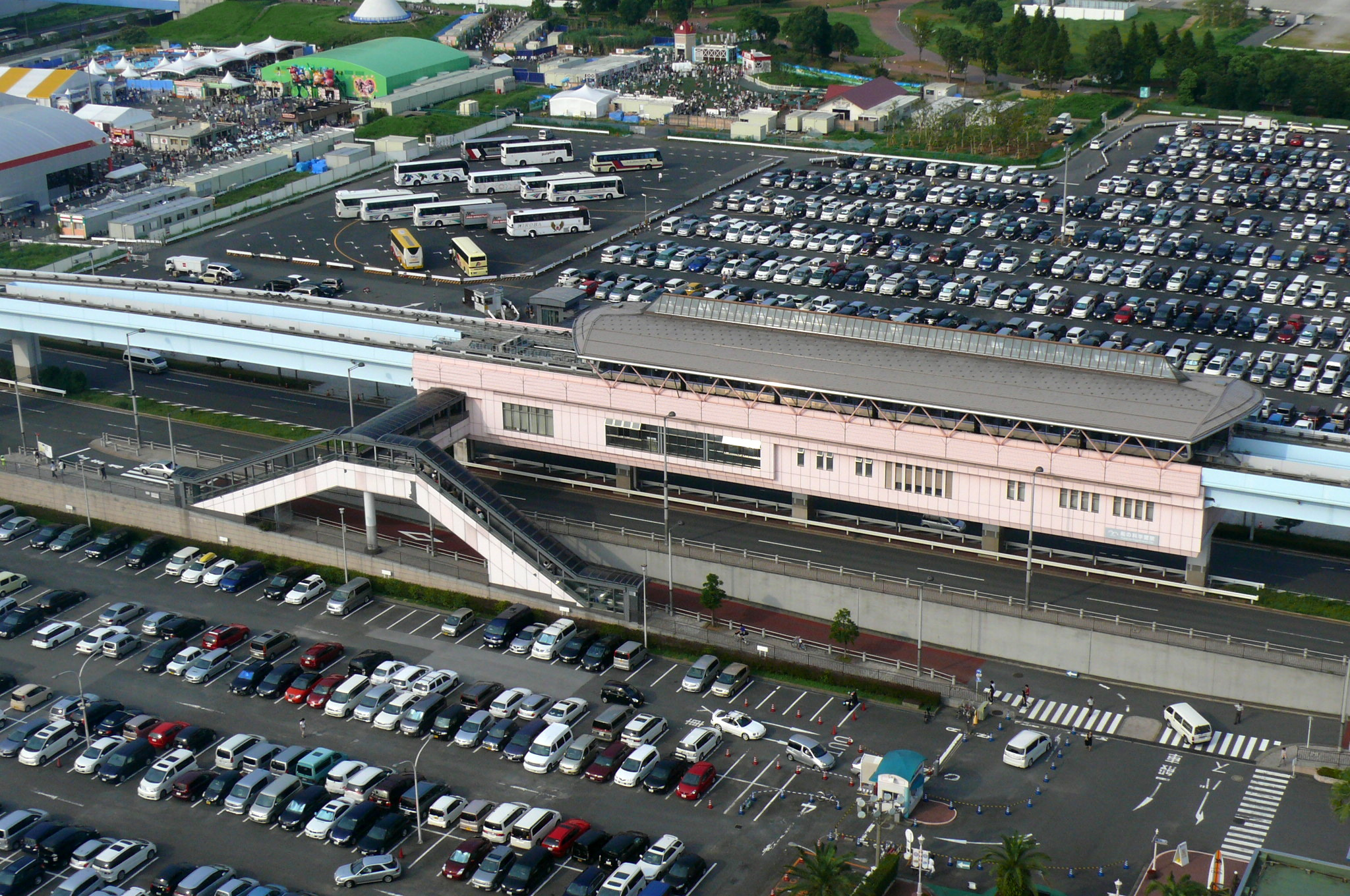
船の科学館の展望台より望んだ全景
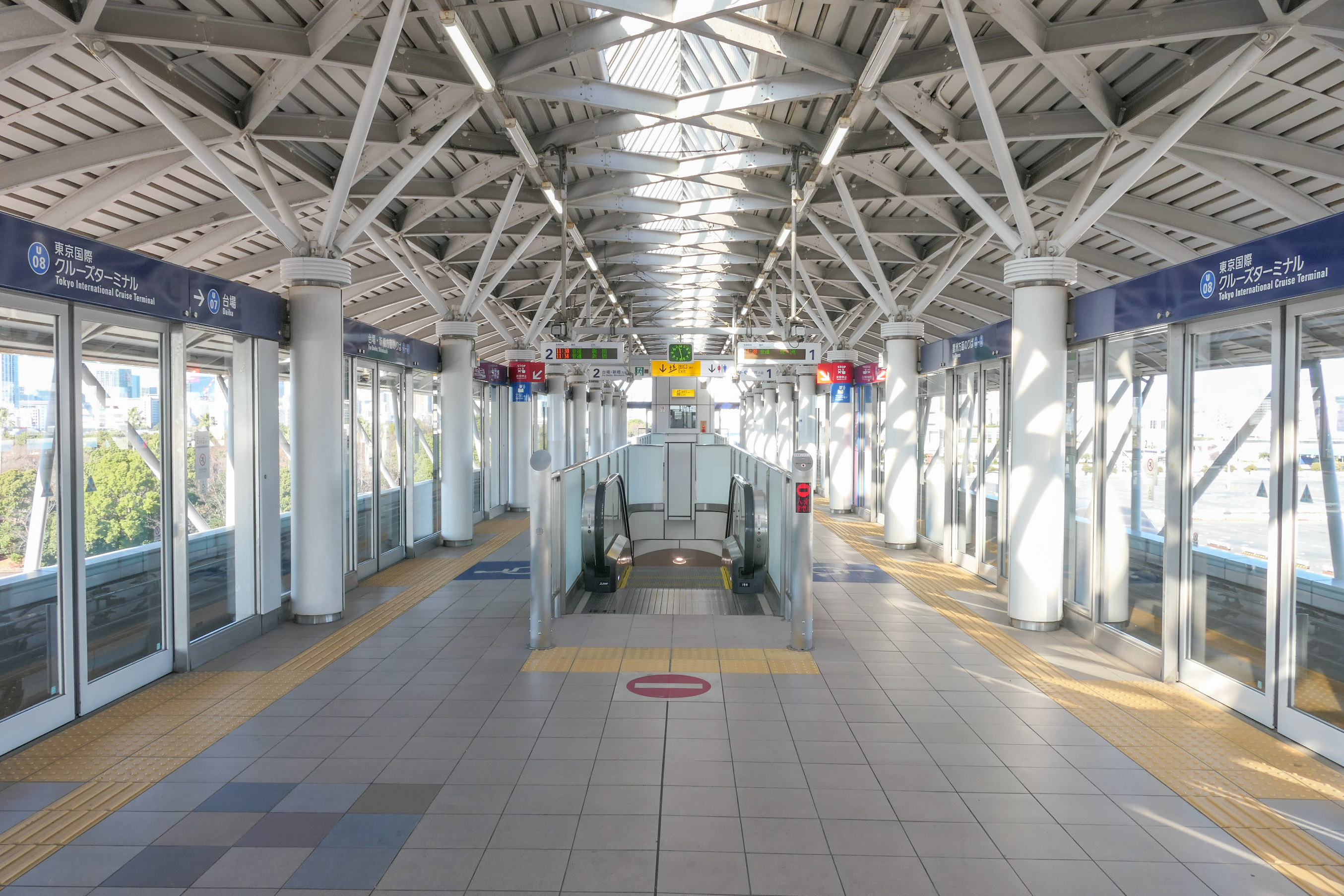
プラットホーム

## 利用状況
2023年度の1日平均乗車人員は1,394人である。開業以来の1日平均乗車人員推移は下記の通り。
| 年度               | 乗車人員 | 乗降人員 | 出典     |
| ------------------ | -------- | -------- | -------- |
| 1995年（平成07年） | 579      |          | [ * 1 ]  |
| 1996年（平成08年） | 1,641    |          | [ * 2 ]  |
| 1997年（平成09年） | 1,323    |          | [ * 3 ]  |
| 1998年（平成10年） | 723      |          | [ * 4 ]  |
| 1999年（平成11年） | 1,030    |          | [ * 5 ]  |
| 2000年（平成12年） | 1,378    |          | [ * 6 ]  |
| 2001年（平成13年） | 1,778    |          | [ * 7 ]  |
| 2002年（平成14年） | 2,029    |          | [ * 8 ]  |
| 2003年（平成15年） | 2,587    |          | [ * 9 ]  |
| 2004年（平成16年） | 1,848    |          | [ * 10 ] |
| 2005年（平成17年） | 1,855    |          | [ * 11 ] |
| 2006年（平成18年） | 1,987    |          | [ * 12 ] |
| 2007年（平成19年） | 1,918    |          | [ * 13 ] |
| 2008年（平成20年） | 1,773    |          | [ * 14 ] |
| 2009年（平成21年） | 2,221    |          | [ * 15 ] |
| 2010年（平成22年） | 1,934    |          | [ * 16 ] |
| 2011年（平成23年） | 1,800    |          | [ * 17 ] |
| 2012年（平成24年） | 1,516    |          | [ * 18 ] |
| 2013年（平成25年） | 1,580    |          | [ * 19 ] |
| 2014年（平成26年） | 1,720    |          | [ * 20 ] |
| 2015年（平成27年） | 1,687    |          | [ * 21 ] |
| 2016年（平成28年） | 1,617    |          | [ * 22 ] |
| 2017年（平成29年） | 1,641    |          | [ * 23 ] |
| 2018年（平成30年） | 1,674    |          | [ * 24 ] |
| 2019年（令和元年） | 1,544    | 3,191    | [ * 25 ] |
| 2020年（令和02年） |          | 1,383    |          |
| 2021年（令和03年） | 979      | 1,984    |          |
| 2022年（令和04年） | 1,107    | 2,301    |          |
| 2023年（令和05年） | 1,394    | 2,964    |          |

## 駅周辺
駅自体は江東区青海に位置するが、付近に区境が引かれており、駅西側の潮風公園は品川区東八潮に属する。
- 東京国際クルーズターミナル
- 南極観測船「宗谷」（船の科学館による屋外展示物）
- 日本科学未来館
- 潮風公園
- 東京湾岸警察署
- the SOHO
- 東京国際交流館
- BMW GROUP Tokyo Bay
- シンボルプロムナード公園
- 青海臨時駐車場 - ここで大きなイベントが行われる場合がある。

## バス路線
最寄り停留所は、東京都道482号台場青海線上にある東京国際クルーズターミナル駅前である。以下の路線が乗り入れており、東京都交通局により運行されている。
- 海01(KM01)：東京テレポート駅前行 / 門前仲町行
- 波01(NM01)：中央防波堤行・海の森水上競技場行 ※東京テレポート駅前行はやや離れた「シンボルプロムナード公園前」停留所を通るため経由しない。
- 急行05（江東区城東シャトル）・直行03：日本科学未来館行 ※土休日のみ運行
- 陽12-3：東京テレポート駅前行 / 東陽町駅前行 ※土休日のみ運行

### 水上バス
近隣に船の科学館乗船場がある。かつては東京都公園協会（東京水辺ライン）と東京都観光汽船の便が発着していたが、2019年時点では定期航路はない。

## 隣の駅
ゆりかもめ
 東京臨海新交通臨海線（ゆりかもめ）
台場駅 (U 07) - 東京国際クルーズターミナル駅 (U 08) - テレコムセンター駅 (U 09)

#### 利用状況に関する資料
ゆりかもめの1日平均利用客数
1. 1 2 3 4  “東京国際クルーズターミナル｜駅・時刻表｜株式会社ゆりかもめ”.   ゆりかもめ. 2024年7月21日時点のオリジナルよりアーカイブ。2024年7月21日閲覧。
2. 1 2  “東京国際クルーズターミナル｜駅・時刻表｜株式会社ゆりかもめ”.   ゆりかもめ. 2022年5月31日時点のオリジナルよりアーカイブ。2024年7月21日閲覧。
3. ↑  “令和2年度 移動等円滑化取組報告書” (PDF).   ゆりかもめ. 2021年8月19日閲覧。
4. 1 2  “東京国際クルーズターミナル｜駅・時刻表｜株式会社ゆりかもめ”.   ゆりかもめ. 2023年3月2日時点のオリジナルよりアーカイブ。2024年7月21日閲覧。
5. 1 2  “東京国際クルーズターミナル｜駅・時刻表｜株式会社ゆりかもめ”.   ゆりかもめ. 2023年8月3日時点のオリジナルよりアーカイブ。2024年7月21日閲覧。

東京都統計年鑑
1. ↑  東京都統計年鑑（平成7年）
2. ↑  東京都統計年鑑（平成8年）
3. ↑  東京都統計年鑑（平成9年）
4. ↑  東京都統計年鑑（平成10年） (PDF)
5. ↑  東京都統計年鑑（平成11年） (PDF)
6. ↑  東京都統計年鑑（平成12年）
7. ↑  東京都統計年鑑（平成13年）
8. ↑  東京都統計年鑑（平成14年）
9. ↑  東京都統計年鑑（平成15年）
10. ↑  東京都統計年鑑（平成16年）
11. ↑  東京都統計年鑑（平成17年）
12. ↑  東京都統計年鑑（平成18年）
13. ↑  東京都統計年鑑（平成19年）
14. ↑  東京都統計年鑑（平成20年）
15. ↑  東京都統計年鑑（平成21年）
16. ↑  東京都統計年鑑（平成22年）
17. ↑  東京都統計年鑑（平成23年）
18. ↑  東京都統計年鑑（平成24年）
19. ↑  東京都統計年鑑（平成25年）
20. ↑  東京都統計年鑑（平成26年）
21. ↑  東京都統計年鑑（平成27年）
22. ↑  東京都統計年鑑（平成28年）
23. ↑  東京都統計年鑑（平成29年）
24. ↑  東京都統計年鑑（平成30年）
25. ↑  東京都統計年鑑（平成31年･令和元年）